# Melville Bell Grosvenor
Melville Bell Grosvenor (Washington (district de Columbia), 26 novembre 1901-Bethesda (Maryland), 22 avril 1982) est un photographe et homme de presse américain, président de la National Geographic Society et rédacteur en chef du National Geographic de 1957 à 1969.

## Biographie
Fils de Gilbert Hovey Grosvenor et petit-fils d'Alexander Graham Bell, il entre en 1919 à l'Académie navale d'Annapolis. Le 8 juin 1923, il est diplômé de l'Académie. Il sert alors dans l'United States Navy puis démissionne en 1924 pour entrer comme photographe, à la National Geographic Society. Il est crédité de la première photographie aérienne en couleur avec un cliché de la statue de la Liberté, publié dans le National Geographic de septembre 1930.
En 1957, il devient président de la National Geographic Society et prend des réformes importantes qui font monter le nombre d’adhérents de 2 000 100 à 5 500 000. Il a ainsi augmenté la taille des photographies imprimées dans le magazine et a lancé la pratique, qui continue à ce jour, d'ouvrir des articles par une ou deux pages de photographies. Il réduit le titre original (The National Geographic Magazine) du magazine et l'ouvre à l'exploration spatiale et aux fonds des mers. De même, il lance la Société dans la production de documentaires pour la télévision. Sous son mandat quatre documentaires par an seront ainsi produits telles que la première expédition américaine de l'Everest ou les exploits sous-marins de Jacques-Yves Cousteau.

## Œuvres
- John Fitzgerald Kennedy: The Last Full Measure, 1964
- America's Historylands: Landmarks of Liberty, 1967
- Careers in Geography, 1968
- South Seas' Tonga Hails a King, 1968
- North Through History Aboard White Mist, 1970
- The World of the American Indian, 1974

## Galerie

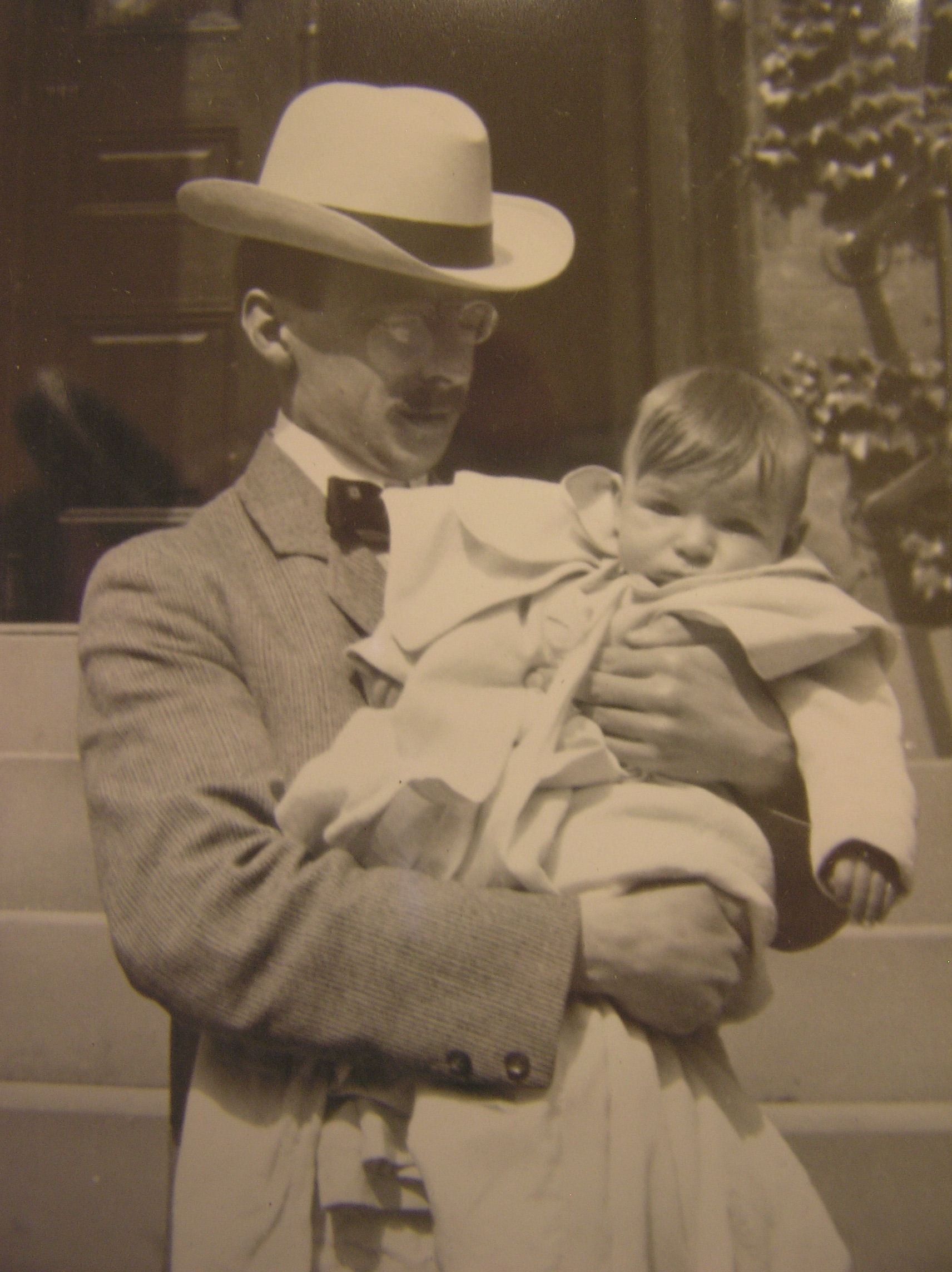
Melville Bell Grosvenor dans les bras de son père Gilbert Hovey Grosvenor en 1902
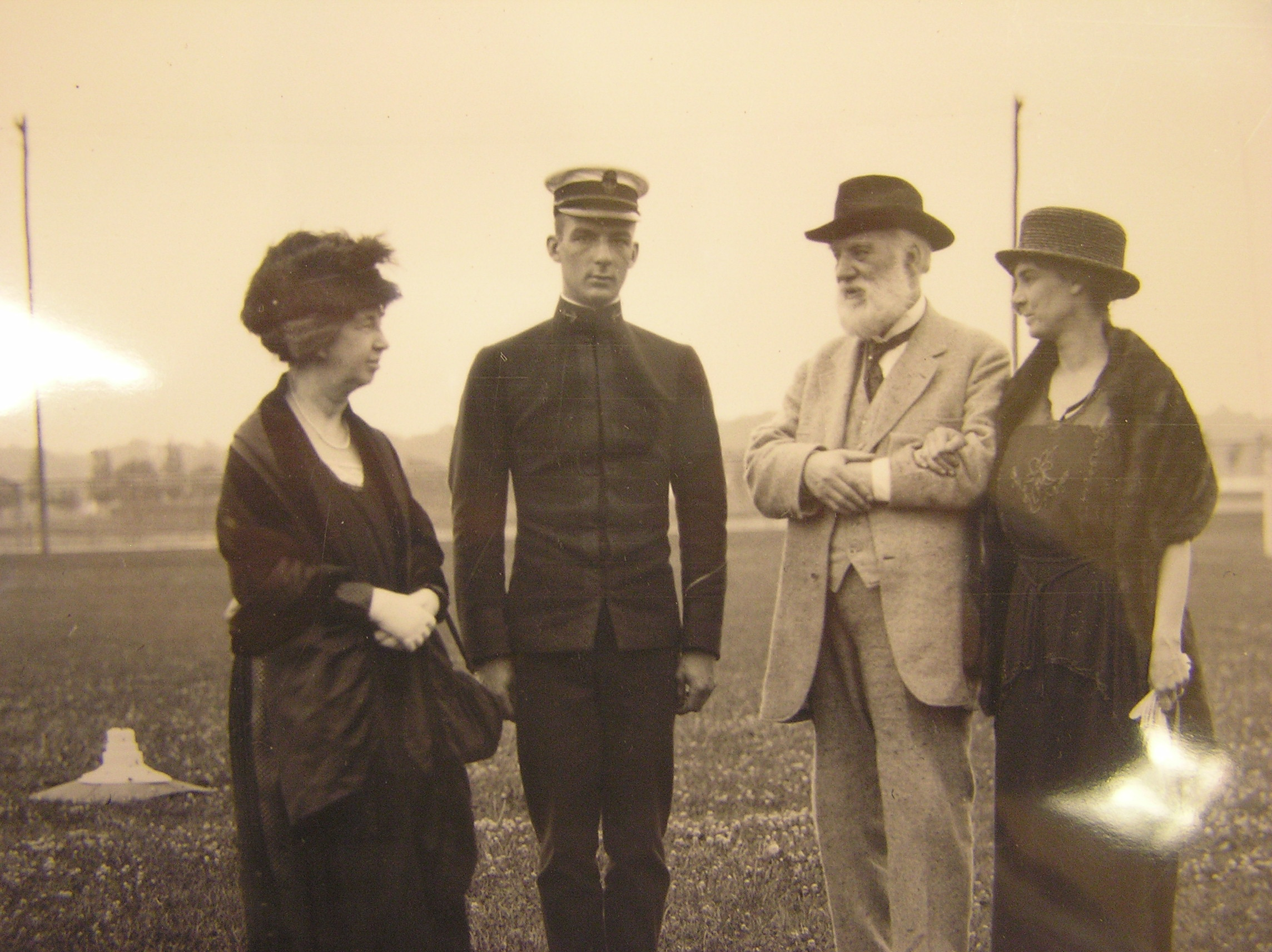
Melville Bell Grosvenor (au centre) avec sa mère Elsie May Bell (à droite) et ses grands-parents Mabel et Alexander Graham Bell lors d'une visite à l'Académie navale d'Annapolis